# Hästbergstjärnarna
Hästbergstjärnarna är en sjö i Överkalix kommun i Norrbotten och ingår i Kalixälvens huvudavrinningsområde. Hästbergstjärnarna ligger i Torne och Kalix älvsystem Natura 2000-område.